# Naro Moru
Naro Moru è un centro abitato del Kenya situato nella contea di Nyeri.